# Lista över svenska tidningar med sjudagarsutgivning
Detta är en lista över svenska dagstidningar med sjudagarsutgivning. Med sjudagarsutgivningen menas främst att tidningen kommer ut alla veckans sju dagar i pappersform, inte digitalt. De tidningar som kommer ut enbart digitalt har en egen lista efter denna lista om pappersutgivna sjudagarstidningar.
Enligt en källa ska det finnas 25 sjudagarstidningarna och 31 sexdagarstidningar i Sverige. Den digitala prenumererade upplagans andel ökade för tidningar med utgivning sex eller sju dagar i veckan. Den digitala upplagan ökade mindre än den tryckta minskade. Totala upplagan minskade därmed från 2018 till 2019. Enligt denna lista finns det 33 tidningar med 7 dagars utgivning antingen på papper eller digitalt. Det är att notera att Kantar Sifos Audirapporter inte har med alla tidningar i sin lista. Man saknar bland andra Dagens Nyheter, Aftonbladet, Expressen med editionerna Kvällsposten och Göteborgs-Tidningen samt Helsingborgs Dagblad som inte ger Kantar Sifo uppgifter om sina upplagor. Tidningen Syre blev sjudagarstidning digitalt den 1 mars 2022.

## Svenska dagstidningar med sjudagarsutgivning i pappersform
1. Aftonbladet (kvällstidning)
2. Arbetarbladet
3. Borås Tidning
4. Dagens Nyheter
5. Expressen (kvällstidning)
6. Gefle Dagblad
7. Göteborgs-Posten
8. Göteborgs-Tidningen (kvällstidning)
9. Helsingborgs Dagblad
10. Kvällsposten (kvällstidning)
11. Länstidningen Södertälje
12. Nerikes Allehanda
13. Sundsvalls Tidning
14. Svenska Dagbladet
15. Sydsvenskan
16. Upsala Nya Tidning

## Svenska dagstidningar med sjudagarsutgivning i digital form
1. Blekinge Läns Tidning
2. Dagens ETC
3. Dala-Demokraten
4. Dalarnas Tidningar
5. Folkbladet Norrköping
6. Folkbladet Västerbotten
7. Hudiksvalls Tidning
8. Ljusdals-Posten
9. Ljusnan
10. Länstidningen Östersund
11. Sydöstran
12. Syre
13. Söderhamns-Kuriren
14. Tidningen Ångermanland
15. Vestmanlands Läns Tidning
16. Örnsköldsviks Allehanda
17. Östersunds-Posten